# 4-4-2
O 4-4-2 é um esquema tático usado no futebol que consiste no esquema de usar 4 defensores, 4 meio-campistas e 2 atacantes e além claro do goleiro. Dos defensores, dois são zagueiros e dois são laterais. No meio-campo, originalmente se usava dois meia-atacantes e dois meia-defensivos, porém isso foi se alterando com o tempo para diferentes composições.

## História
Este esquema foi criado pelo técnico inglês Alf Ramsey na década de 1960. O técnico baseou seu jogo em um meio de campo dinâmico e que se caracterizava mais pelo esforço do que pela habilidade. Esse meio de campo é frequentemente chamado de "diamante", pelo fato de seu desenho lembrar o formato da pedra preciosa. Há o primeiro volante, com função primordial de marcação, um meia pela esquerda e outro pela direita e o "camisa 10", o armador de jogadas.
Ele completava o time com uma linha de quatro atrás, em uma época na qual os laterais raramente subiam ao ataque, e uma dupla de ataque na qual havia o "matador", mais fixo na área e goleador, e o "segundo atacante", caracterizado pela velocidade e por jogar pelas pontas, tendo como função principal dar assistências para o parceiro de frente marcar.
A conquista da Copa do Mundo pela seleção inglesa em 1966 com este sistema de jogo sepultou esquemas antigos de jogo, como o WM, usado pela maioria das seleções desde a criação do futebol, o 3-2-5 da Hungria de Puskas, nos anos 50, e do Real Madrid de Di Stefano, nos anos 60, além do 4-2-4 do Brasil bicampeão do mundo em 1958 e 1962 (que ainda teria seu último suspiro em 1970). Depois do triunfo do English Team em Wembley, o 4-4-2 passou a ser tendência.
Mais tarde o esquema ganharia algumas variações, com dois meias e dois volantes. O volante extra permitiu que os dois laterais subissem ao ataque ao mesmo tempo, tornado-se alas.
A preocupação excessiva em proteger a defesa levou alguns técnicos a usar três volantes e apenas um meia. Desta forma haverá apenas um homem ligando a defesa ao ataque, sem maiores funções defensivas, praticamente o único criador das jogadas, daí este meia ser chamado de "meia de criação" ou "cérebro da equipe".
Existem vários esquemas táticos usados no futebol. Um deles é o 4-4-2 (Ou seja 4 defensores, 4 meio-campistas e 2 atacantes), apesar dessa tática ser muito utilizada é uma das mais novas que existem.
O 4-4-2 seria confrontado anos depois pelo "futebol total" da Holanda de Rinus Michels e do Ajax, e também seria responsável por sei "pai" de variações como o 4-3-3, usado até hoje, e o 3-5-2, esquema que deu ao Brasil a Copa em 2002.

## Variações

### 4-4-2 losango ou 4-1-2-1-2
É quase igual ao 4-4-2 original, mas a diferença é que só tem um volante, dois meias e um meia avançado. Devido à formação, há quatro jogadores formando um "losango", todos citados acima. É também conhecido como 4-1-2-1-2 ou 4-3-1-2.
Conforme Renato Rodrigues, Coordenador e Analista de Desempenho do DataESPN, da ESPN Brasil, "O esquema 4-4-2 com o formado em losango (ou diamante) deixou de ser "febre" entre os treinadores já há alguns anos. Atualmente, são poucas equipes que apostam nele. O futebol argentino talvez seja quem mais mantenha essa ideia. Até mesmo o 'segundo atacante', que se originou nessa referência posicional, está em baixa e teve que se reinventar pelos lados ou como um 9 mais móvel. Talvez o grande motivo para isso é o retorno dos pontas (ou extremos). Apesar de ocupar bem a faixa central do campo, o 4-4-2 nestes moldes perde muito na questão amplitude, que nada mais é que atuar com jogadores bem rentes à linha lateral para abrir o campo e tentar aumentar a área de atuação da sua equipe no momento ofensivo. Alguns treinadores, quando usam este esquema, usam os laterais como estas peças para aumentar o campo".

#### Como funciona
A defesa e o ataque são iguais ao 4-4-2 original. Já no meio-campo, o volante não avança muito, sempre fica mais atrás. Os dois meio-campistas são responsáveis por criar contra-ataques, avançam para a área no ataque e voltam na defesa. O meia-atacante é o organizador da equipe, sempre fica entre os atacantes e os meias e só de vez em quando volta para a defesa. Às vezes a organização das jogadas fica para um dos meias, e o meia avançado passa a servir como "garçom" (jogador que dá o passe para finalização) ou como um finalizador mais recuado, a fim de privilegiar os tiros a longa distância.

### Duas linhas de quatro: O4-4-2 Inglês
Uma outra variação do 4-4-2 é jogar com duas linhas de quatro, esquema muito comum no futebol inglês. Esse esquema consiste em uma primeira linha de quatro, com dois laterais e dois zagueiros, e uma segunda linha formada por quatro meio-campistas. Os homens da ponta são os chamados wingers, que jogam sempre abertos pelas laterais do campo. Nesse esquema, os laterais adquirem funções muito mais defensivas, não se lançando muito ao ataque.
Renato Rodrigues, Coordenador e Analista de Desempenho do DataESPN, da ESPN Brasil, o "4-4-2 à inglesa é o mais usado atualmente. Neste caso, os meias jogam mais abertos, tanto os mais criativos quanto os mais agudos. Este sistema hoje é muito colocado em prática na defesa, principalmente pelo fato de as equipes variarem muito essa questão posicional com ou sem a posse de bola".